# Schleicht, spielende Wellen
Schleicht, spielende Wellen (BWV 206) —llisqueu onades jogasseres— és una cantata profana de Johann Sebastian Bach per a l'aniversari de Frederic August de Saxònia, estrenada a Leipzig el 7 d'octubre de 1736. Aquesta cantata, d'autor desconegut, qualificada com a Dramma per Musica és una obra típica d'homenatge, en aquest cas en honor del príncep elector de Saxònia, Frederic August II que regnà a Polònia com a August III. A pesar del títol genèric Drama.... el llibret, molt tòpic, no ofereix cap tipus d'acció, quatre al·legories alaben el rei de Polònia i cobreixen de llorers la seva insigne testa i la de la seva esposa. Quatre rius, discuteixen quin d'ells pertany amb més dret al rei; el Pleisse, que passa per Leipzig, (soprano), el Danubi, per la reina Maria Josepha que era austríaca, (contralt), el riu Elba, que passa per Saxònia i la seva capital Dresden, (tenor), i el Vístula, el riu nacional de Polònia, (baix); tot acaba en pau, amb un cant comú de felicitacions. Inicialment estava previst estrenar-la per a l'aniversari de l'any 1734 – però els reis decidiren visitar Leipzig, fet pel qual Bach preferí compondre, a correcuita, amb la cantata BWV 215 – i no s'interpretà fins al 1736 en el Cafè Zimmermann de la ciutat, pel Collegium Musicum. Uns anys més tard, el 3 d'agost de 1740, s'interpretà de nou amb motiu de l'onomàstica del Rei amb algunes modificacions en el text. Altres cantates dedicades al Príncep elector Frederic August són la BWV 207a i la BWV 215.

## Anàlisi
Obra escrita per a soprano, contralt, tenor, baix i cor; tres trompetes, timbals, tres flautes travesseres, dos oboès, dos oboès d'amor, corda i baix continu. Consta d'onze números, amb un recitatiu i una ària per a cada solista i un diàleg conclusiu dels quatre, emmarcats tots ells entre dos cors.
1. Cor: Schleicht, spielden Wellen und murmelt gelinde (Llisqueu onades jogasseres, i dòcilment brogiu)
2. Recitatiu (baix): O glückliche Veränderung! (O feliç metamorfosi!)
3. Ària (baix): Schleuß des Janustempels Türen (Tanca les portes del temple de Janus)
4. Recitatiu (tenor): So recht! beglückter Weichselstrom! (Molt bé! Vístula sortós torrent!)
5. Ària (tenor): Jede Woge meiner Wellen (De les meves onades cada rull)
6. Recitatiu (contralt): Ich nehm zugleich an deiner Freude teil (Jo també m'encomano de la teva joia)
7. Ària (contralt): Reis von Habsburgs hohem Stamme (Les teves brillants flames de virtut)
8. Recitatiu (soprano): Verzeiht (Perdoneu-me)
9. Ària (soprano): Hört doch! der sanften Flöten Chor (Però escolteu! El cor de flautes meloses)
10. Recitatiu (baix, tenor, contralt i soprano): Ich muss, ich will gehorsam sein (Cal que ho sigui, vull ser obedient)
11. Cor: Die himmlische Vorsicht der ewigen Güte (Que l'eterna bondat de la divina providència)

A cada solista li correspon una parella de recitatiu i ària en un registre diferent; les veus ascendeixen, simbòlicament, de baix a soprano, amb un instrument particular assignat a cadascuna: el violi a l'Elba, l'oboè d'amor al Danubi, les flautes al Pleisse, i la corda al Vístula. El cor inicial, amb tot el dispositiu instrumental, té una forma tripartita da capo, comença amb una interessant descripció sonora de les aigües que baixen tranquil·les i uns contrastos dinàmics molt marcats, després destaquen unes vocalitzacions de tot el cor sobre Freude (enardiment) i, a continuació, una acceleració del tempo per expressar l'encrespament de les ones, tal com diu el text. Comencen ara a intervenir els rius, primer el baix, Vístula, en un recitatiu secco, número 2, on es felicita per l'acabament de la guerra de successió al tron i en una ària amb aire de dansa alla polacca amb l'acompanyament de la corda. A continuació el tenor, Elba, reclama la seva vinculació amb August en el recitatiu arioso del número 4; en l'ària següent, amb el violí, s'insisteix sobre das goldne Wort (daurat nom) d'August. Per la seva banda el contralt, Danubi, exigeix el seu dret en un recitatiu secco, número 6, i en una ària molt lírica, acompanyat dels oboès. El soprano, Pleisse, en la seva condició de jutge dona a cadascú allò que és seu, en el recitatiu i l'ària, amb les flautes, d'estil galant. Els tres contendents s'avenen a la decisió de Pleisse i aquest fa una llarga disquisició final i crida a un cant de felicitació general que té lloc en l'últim cor, número 11, amb un tutti orquestral amb ritme de giga. Té una durada aproximada d'uns quaranta minuts.

## Discografia seleccionada
- J.S. Bach: Complete Cantatas Vol. 5. Ton Koopman, Amsterdam Baroque Orchestra & Choir, Sibylla Rubens, Elisabeth von Magnus, Christoph Prégardien, Klaus Mertens. (Challenge Classics), 2006.
- J.S. Bach: Secular Cantatas BWV 206, 207a & 207. Helmuth Rilling, Bach-Collegium Stuttgart, Gächinger Kantorei Stuttgart, Christine Schäfer, Ingeborg Danz, Stanford Olsen, Michael Volle. (Hänssler), 1999.
- J.S. Bach: Secular Cantatas BWV 206 & 215. Peter Schreier, Kammerorchester Berlin, Edith Mathis, Carolyn Watkinson, Peter Schreier, Siegfried Lorenz. (Berlin Classics), 1996.
- J.S. Bach: Cantatas for August III, King of Poland. BWV 207a & 206. Frieder Bernius, Concerto Köln, Kammerchor Stuttgart, Ruth Ziesak, Michael Chance, Chrsitoph Prégardien, Peter Kooij. (Sony), 1990.
- J.S. Bach: Secular Cantatas BWV 201, 206, 207, 36c & Quodlibet BWV 524. Reinhard Goebel, Musica Antiqua Köln, Ex Tempore, Dana Hanchard, Axel Köhler, Christoph Prégardien, Stefan Geyer. (Archiv Produktion), 1996.